# Arousal
Arousal is de activatietoestand van het centrale en autonome zenuwstelsel. De term is afkomstig uit de (biologische) psychologie.

## Algemeen
Activatie van het centrale zenuwstelsel, met name hersenfuncties, houdt verband met de graad van mentale alertheid of bewustzijn. Globaal kan daarbij onderscheid gemaakt worden tussen toestanden als lage arousal zoals bij slaperigheid, gemiddelde arousal in de ontspannen waaktoestand en over-arousal bij overmatige stress, inspanning, opwinding of angstigheid. Arousal van hersenfuncties kan met behulp van het elektro-encefalogram (EEG) gevolgd worden. In de waaktoestand blijkt bijvoorbeeld lage arousal uit de aanwezigheid van lagere frequenties, zoals het alfa-ritme met schommelingen tussen 7-13 Hz en hoge arousal uit aanwezigheid van het bèta-ritme met schommelingen tussen 13-35 Hz. Met technieken als fMRI en PET kan arousal afgeleid worden uit de sterkte van doorbloeding, glucose- of zuurstofgebruik in bepaalde delen van de hersenen.
Arousal komt ook tot uiting in allerlei autonome functies, zoals huidgeleiding, pupildiameter en hartslagfrequentie, reflexen en spierfuncties. Veranderingen in arousal kunnen vrij langzaam verlopen, zoals bij de overgang tussen waken en slapen, of relatief snel verlopen, zoals bij het schrikken van een hard geluid.
Aangenomen wordt dat een goede uitvoering van cognitieve taken gepaard gaat met een optimaal arousalniveau. Bij een te lage of te hoge arousal wordt bijvoorbeeld te weinig informatie opgenomen. Dit kan komen omdat het aandachtsysteem respectievelijk niet selectief genoeg, of juist te selectief is ingesteld, zie ook de wet van Yerkes-Dodson.

## Mechanismen

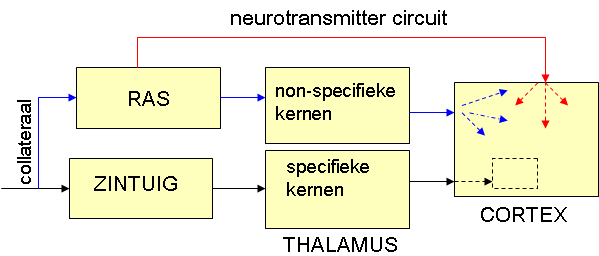
Onder: zwarte pijlen, het afferente zintuigsysteem. Boven: de twee corticale arousalsystemen. RAS= reticulair activatiesysteem. Blauwe pijlen, het reticulo-thalamo-corticale systeem. Rode pijlen, het neurotransmittersysteem buiten de thalamus om

De fysiologische mechanismen die de arousaltoestand van de hersenen reguleren zijn grotendeels gelegen in de hersenstam, en wel in het gebied dat aangeduid wordt als formatio reticularis. Deze mechanismen zijn samen het reticulair activatiesysteem (RAS). Het RAS ontvangt impulsen van de afferente zintuigbanen via zogeheten collaterale zenuwvezels. De corticale activatie wordt nu vanuit het RAS via twee verschillende subsystemen gereguleerd. Het reticulo-thalamo-corticale systeem regelt via niet-specifieke thalamuskernen de arousaltoestand van de cortex, het ascenderend reticulair activatiesysteem (ARAS). Een tweede subsysteem, het buitenthalamische systeem doet dit buiten de thalamus om, via banen die rechtstreeks naar de cortex gaan. Dit systeem berust voornamelijk op de werking van neurotransmitters als noradrenaline, serotonine of 5HT, acetylcholine en dopamine. Deze neurotransmitters worden in diverse stations van de hersenstam geproduceerd en bereiken vervolgens via deels diffuse en deels meer gelokaliseerde circuits gebieden in de cortex. Elektrische stimulatie van deze kernen gaat ook veelal gepaard met een verhoogde corticale arousal.
De formatio reticularis regelt ten slotte niet alleen corticale, maar ook autonome, spier- en reflexfuncties via een circuit naar het ruggenmerg (reticulo-spinaal systeem), het descenderend reticulair activatiesysteem (DRAS).

## Condities en invloeden
Veranderingen in de arousaltoestand kunnen diverse oorzaken hebben:
- Spontane fluctuaties. Arousal kan spontaan zonder directe invloed van buitenaf wisselen, bijvoorbeeld bij het circadiaan ritme. Deze wordt door hypothalamuskernen zoals de nucleus suprachiasmaticus aangedreven.
- Stimulatie van buitenaf als geluid, visuele en tastprikkels. Dit is een tweede belangrijke conditie die een verandering in arousal teweeg kan brengen. Hierbij zijn vooral collateralen van de afferente zintuigbanen, die projecteren naar de formatio reticularis van belang, zie ook figuur hierboven. Deze kunnen via het eerder genoemde reticulo-thalamo-corticale circuit de cortex activeren.
- Cognitieve taken. Hetzelfde mechanisme speelt vermoedelijk ook een rol bij de uitvoering van cognitief inspannende taken, denkprocessen e.d. De hiermee gepaard gaande arousalverhoging verschaft de hersenen de nodige energie in de vorm van toevoer van glucose, zuurstof, bloed om de taak goed te kunnen uitvoeren. Het lijkt waarschijnlijk dat hierbij ook een terugkoppeling plaatsvindt tussen hogere corticale gebieden waar deze activiteiten plaatsvinden naar de formatio reticularis.
- Stress, kan leiden tot arousalverhoging via de hypothalamus-hypofyse-bijnieras
- Sterke emoties. Dit is een ander voorbeeld van een interne conditie die gepaard kan gaan met arousaltoename. Mogelijk koppelen hierbij structuren in het limbische systeem die betrokken zijn bij emotionele processen terug naar de formatio reticularis.
- Psychofarmaca. Psychofarmaca als benzodiazepine en amfetamine kunnen de arousaltoestand van de hersenen ingrijpend beïnvloeden. Andere stoffen zijn L-DOPA, chlorpromazine, clonidine en reserpine. Hun werking berust onder andere op blokkering of versterking van de synthese, c.q. opslag van neurotransmitters als noradrenaline, dopamine en serotonine.